# Landholmssjön
Landholmssjön är en sjö i Tierps kommun i Uppland och ingår i Tämnarån-Forsmarksåns kustområde. Sjön är 1,7 meter djup, har en yta på 0,0762 kvadratkilometer och är belägen 16 meter över havet.

## Delavrinningsområde
Landholmssjön ingår i det delavrinningsområde (671041-161947) som SMHI kallar för Mynnar i havet. Medelhöjden är 16 meter över havet och ytan är 70,37 kvadratkilometer. Det finns inga avrinningsområden uppströms utan avrinningsområdet är högsta punkten. Avrinningsområdets utflöde Böleån mynnar i havet. Avrinningsområdet består mestadels av skog (78 procent). Avrinningsområdet har 0,07 kvadratkilometer vattenytor vilket ger det en sjöprocent på 0,1 procent.